# Oleg Trofim
Oleg Trofim (russisk: Олег Борисович Трофим) (født 12. oktober 1989 i Posjolok Iskatelej i Sovjetunionen) er en russisk filminstruktør.

## Filmografi
- Ljod (Лёд, 2018)[1][2]
- Major Grom: Tjumnoj Doktor (Майор Гром: Чумной Доктор, 2021)